# Prospecto

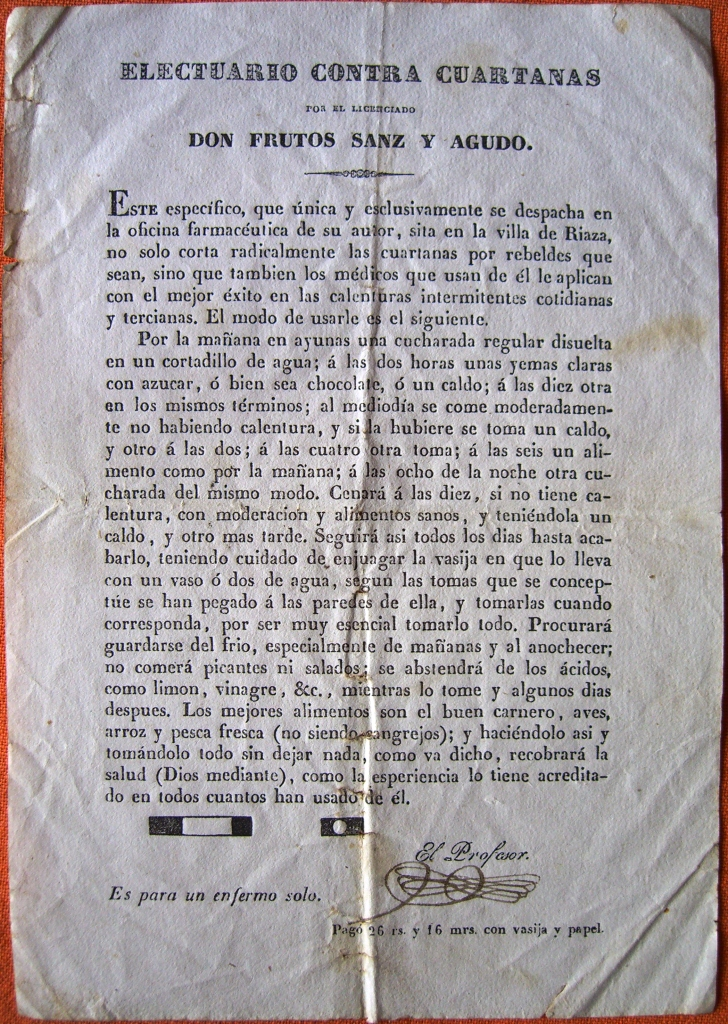
Prospecto de la "Puchera de Riaza", el primer prospecto farmacéutico conocido de España que acompañaba a la medicina, firmado por el doctor Frutos Sanz Agudo.

Un prospecto es la información escrita dirigida al consumidor o usuario, que acompaña al medicamento. Para la elaboración de este documento deben seguirse ciertas normas, elaboradas por la Agencia Europea de Medicamentos (EMA, por sus siglas en inglés) de la Unión Europea.
En el prospecto figuran:[cita requerida]
- Identificación del medicamento
  - Denominación del medicamento (el principio activo o bien el nombre comercial)
  - Composición cualitativa completa en principios activos y excipientes
  - Forma farmacéutica y el contenido en peso, en volumen, o en unidad de toma
  - Categoría farmacoterapéutica, o tipo de actividad, en términos fácilmente comprensibles para el consumidor o usuario
  - Identificación del titular de la autorización sanitaria del medicamento.
- Indicaciones terapéuticas
- Enumeración de las informaciones necesarias previas a la toma del medicamento
  - Contraindicaciones
  - Precauciones de empleo adecuadas
  - Interacciones farmacológicas o de otros tipos (por ejemplo con alcohol, tabaco o alimentos) que puedan afectar a la acción del medicamento
  - Advertencias especiales, cuando sea necesario tener en cuenta:
  - La situación particular de ciertas categorías de usuarios (niños, mujeres embarazadas o durante la lactancia, ancianos, deportistas, personas con ciertas patologías específicas)
  - Los posibles efectos del tratamiento sobre la capacidad para conducir un vehículo o manipular determinadas máquinas
  - Los excipientes que tengan acción o efecto conocidos, cuyo conocimiento sea importante para una utilización eficaz y sin riesgos del medicamento
- Instrucciones necesarias y habituales para una buena utilización, en particular:
  - Posología
  - Forma farmacéutica y, si fuere necesario, vía de administración del medicamento (intravenosa, intramuscular, intravesical, etc.)
  - Frecuencia de administración (o tomas), precisando, si fuera necesario, el momento en que deba o pueda administrarse el medicamento (en especial, en relación con las comidas)
  - En caso necesario, cuando la naturaleza del medicamento lo requiera:
  - Duración del tratamiento, cuando tenga que ser limitada
  - Medidas que deban tomarse en caso de sobredosis (por ejemplo, síntomas, tratamiento de urgencia)
  - Actitud que debe tomarse en caso de que se hay omitido la administración de una o varias dosis
  - Indicación, si es necesario, del riesgo de síndrome de abstinencia
  - Instrucciones, en caso necesario, para la preparación extemporánea del medicamento, con objeto de una correcta administración
- Descripción de las reacciones adversas que puedan observarse durante el uso normal del medicamento y, en su caso, medidas que deban adoptarse. Se indicará al consumidor expresamente que debe comunicar a su médico o farmacéutico o enfermero cualquier reacción adversa que no estuviese descrita en el prospecto.
- Referencia a la fecha de caducidad que figure en el envase con:
  - Una advertencia para no sobrepasar esta fecha
  - Si procediere, las precauciones especiales de conservación.
  - En su caso, una advertencia con respecto a ciertos signos visibles al deterioro.
  - Para las preparaciones extemporáneasdosis, las condiciones de conservación para la suspensión reconstituida y su plazo de validez, ya sea a temperatura ambiente o en frigorífico (de 4 a 8 °C).
- Fecha de la última revisión del prospecto
- Al final del texto, y debidamente separado de él, pueden aparecer advertencias adicionales, como Los medicamentos deben mantenerse fuera del alcance de los niños.